# Сезре
Сезре́ (фр. Saizerais) — коммуна во французском департаменте Мёрт и Мозель, региона Лотарингия. Относится к кантону Помпе.

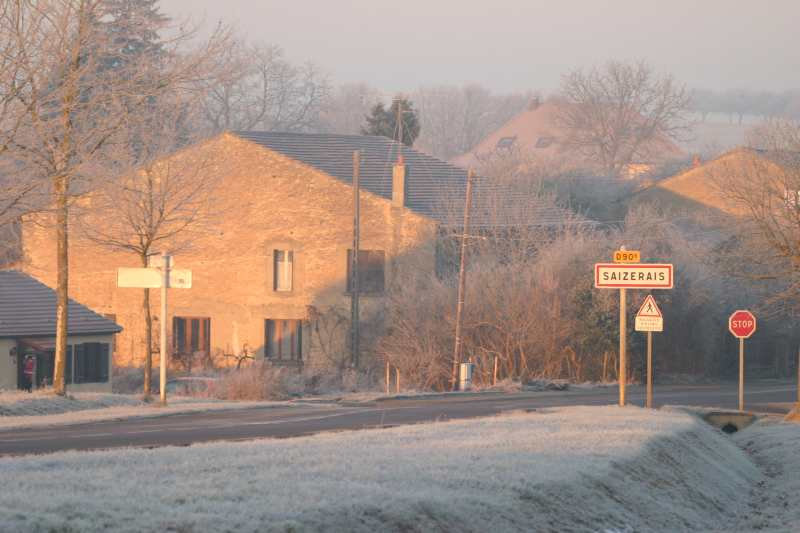
Сезре зимой.

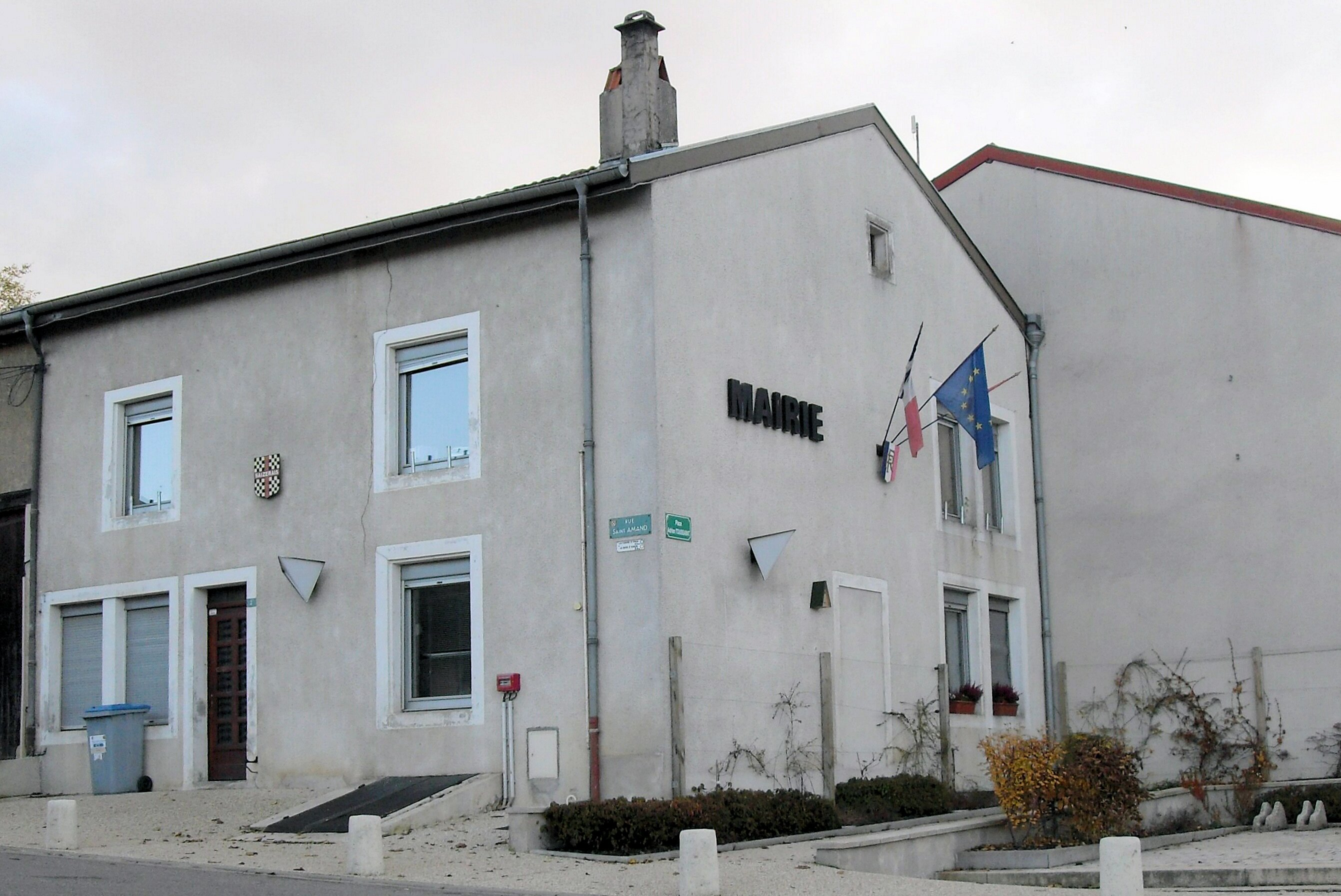
Мэрия.

## География
Сезре расположен в 19 км от Нанси, в 15 км от Понт-а-Муссона и в 8 км от слияния рек Мёрт и Мозель. Здесь находится юго-западные ворота в Природный региональный парк Лотарингии.

## Демография
Население коммуны на 2010 год составляло 1519 человек.
| 1962 | 1968 | 1975 | 1982 | 1990 | 1999 | 2010 |
| ---- | ---- | ---- | ---- | ---- | ---- | ---- |
| 885  | 780  | 846  | 1130 | 1228 | 1241 | 1519 |